# Partitionsfunktion (statistisk fysik)
En partitionsfunktion eller tillståndssumma (ofta betecknat Z eller Q) beskriver statistiska egenskaper hos ett system i termodynamisk jämvikt. Partitionsfunktionen är en summa eller integral över alla möjliga tillstånd i systemet och beror på tillståndsfunktioner som temperatur och volym. De flesta variabler i ett system, t.ex. entalpi, Gibbs fria energi, entropi och tryck kan uttryckas med hjälp av partitionsfunktionen. Varje partitionsfunktion är knuten till en statistisk ensemble; man talar t.ex. om den kanoniska partitionsfunktionen och den storkanoniska partitionsfunktionen.

## Härledning[2]
Vi utgår från den generella entropidefinitionen,
{\displaystyle S=-k_{B}\sum _{i}P_{i}\ln P_{i}\,}
där {\displaystyle k_{B}} är Boltzmanns konstant och {\displaystyle P_{i}} sannolikheten för att systemet är i tillstånd {\displaystyle i}, och gör följande antaganden:
(1) {\displaystyle \sum _{i}P_{i}=1}   (Systemet befinner sig i något tillstånd)
(2) {\displaystyle \sum _{i}P_{i}E_{i}=\langle E\rangle }   (Medelvärdet av energin är bevarad)
För ett system i jämvikt är entropin {\displaystyle S} maximerad. Vi vill nu optimera {\displaystyle S} med inskränkningarna (1) och (2) ovan med Lagranges multiplikatormetod och inför parametrarna {\displaystyle \alpha } och {\displaystyle \beta } för dessa två. Det är praktiskt att göra beräkningarna med dimensionslösa storheter, så vi optimerar {\displaystyle S/k_{B}}.
Vi bildar Lagrangefunktionen {\displaystyle L}
(3) {\displaystyle L=\sum _{i}P_{i}\log P_{i}+\alpha {\Big (}\sum _{i}P_{i}-1{\Big )}+\beta {\Big (}\sum _{i}P_{i}E_{i}-\langle E\rangle {\Big )}}.
Minimering av denna med avseende på sannolikheten för tillstånd {\displaystyle i} ger
(4) {\displaystyle {\partial  \over \partial P_{i}}L=0\longrightarrow \ln P_{i}+1+\alpha +\beta E_{i}=0}
(5) {\displaystyle \ln P_{i}=-(1+\alpha +\beta E_{i})\longrightarrow P_{i}=e^{-(1+\alpha +\beta E_{i})}}
och lösningarna ges av denna ekvation under villkoren (1) och (2). Vi kan identifiera tillståndssumman {\displaystyle Z=e^{-(1+\alpha )}}, vilket genom kombination med (2) ger
(6) {\displaystyle \sum _{i}P_{i}={\frac {1}{Z}}\sum _{i}e^{-\beta E_{i}}\longrightarrow Z=\sum _{i}e^{-\beta E_{i}}}
Här ser vi att {\displaystyle Z} är en summa över tillstånd.
För att ta reda på vad {\displaystyle \beta } är behöver vi göra några steg till. Från (2) och (5) har vi
(7) {\displaystyle \langle E\rangle ={\frac {1}{Z}}\sum _{i}E_{i}e^{-\beta E_{i}}=-{\frac {1}{Z}}{\partial  \over \partial \beta }Z\longrightarrow \langle E\rangle =-{\partial  \over \partial \beta }\ln {Z}}.
Insättning av (5) och (6) i generella entropidefinitionen ger
(8) {\displaystyle S=-k_{B}\sum _{i}P_{i}\ln P_{i}=k_{B}{\Big (}{\frac {1}{Z}}\sum _{i}e^{-\beta E_{i}}(\beta E_{i}+\ln {Z}){\Big )}=k_{B}{\big (}\beta \langle E\rangle +\ln {Z}{\big )}}.
Vi bildar differentialen till S,
(9)  {\displaystyle \operatorname {d} \!S=k_{B}{\Big (}\beta \operatorname {d} \!\langle E\rangle +\langle E\rangle \operatorname {d} \!\beta +{\partial  \over \partial \beta }\ln {Z}\operatorname {d} \!\beta {\Big )}}.
Från definitionen av temperatur fås då
(10) {\displaystyle T={\partial {\langle E\rangle } \over \partial S}={\frac {1}{k_{B}\beta }}\longrightarrow \beta ={\frac {1}{k_{B}T}}}.
{\displaystyle \beta } är alltså proportionell mot inversen av temperaturen.

## Kanoniska partitionsfunktionen
En kanonisk ensemble kännetecknas av att antalet partiklar, volym och temperatur är konstanta. Konstant temperatur upprätthålls genom att systemet är i termisk kontakt med ett värmebad som antas vara mycket större än systemet. Om system och värmebad är klassiska och att de antar diskreta tillstånd kan man visa att sannolikheten {\displaystyle p_{m}} för att systemet ska befinna sig i ett tillstånd med energi {\displaystyle E_{m}} är proportionell mot {\displaystyle \exp {\Big (}{-{\frac {E_{m}}{k_{B}T}}}{\Big )}}. Eftersom summan av sannolikheten för alla tillstånd ska bli 1 följer då att
{\displaystyle p_{m}={\frac {1}{Z}}e^{-{\frac {E_{m}}{k_{B}T}}},}
där
{\displaystyle Z=\sum _{m}e^{-{\frac {E_{m}}{k_{B}T}}}}
är partitionsfunktionen. Denna beror i detta fall explicit av temperaturen och implicit, via energierna, av andra tillståndsvariabler.
Om systemet istället är kontinuerligt kan partitionsfunktionen skrivas som
{\displaystyle Z={\frac {1}{h^{3}}}\int \mathrm {e} ^{-{\frac {H(q,p)}{k_{B}T}}}~d^{3}q~d^{3}p}
där {\displaystyle h} är  Plancks konstant, {\displaystyle H(q,p)} är systemets hamiltonian, {\displaystyle q} är generaliserade lägeskoordinater och {\displaystyle p} är generaliserade rörelsemängder.

### Partitionsfunktioner för delsystem
Om ett system kan delas upp i {\displaystyle N} delsystem med försumbar växelverkan, kan den totala partitionsfunktionen skrivas som produkten av delsystemens partitionsfunktioner {\displaystyle z_{i}},
{\displaystyle Z=\prod _{i=1}^{N}z_{i}.}.
Om delsystemen har samma egenskaper och urskiljbara, som t.ex. i en kristall, fås
{\displaystyle Z=z^{N}.}
Om delsystemen inte är urskiljbara, vilket t.ex. gäller för molekyler i en gas, behöver produkten delas med {\displaystyle N!} för att inte räkna samma mikrotillstånd flera gånger, så
{\displaystyle Z={\frac {z^{N}}{N!}}}.